# Gustav Fonandern
Erik Gustav Fonandern, ursprungligen Pettersson, född 14 juli 1880 i Gävle, död 22 november 1960 i Stockholm, var en svensk sångare, textförfattare och skådespelare.

## Biografi
Fonandern studerade vid Tekniska skolan i Stockholm och Kungliga Tekniska högskolan. Han genomförde arkitekt- och ritkontorspraktik i Stockholm och landsortsstäder och studerade under flera år i utlandet. Han bedrev arkitektverksamhet i Stockholm, speciellt inom egnahemsbyggandet. Han började dock tidigt att uppträda på kabaréer parallellt med arkitektarbetet och med tiden tog vis- och kuplettsjungandet över. Han skivdebuterade med en första insjungning 1908.
Under 1910- och 1920-talet turnerade Fonandern flitigt i landets folkparker, och träffade då på bondkomikern Olle i Skratthult, som övertalade honom att följa med till USA på turné. Det blev ett lyckat samarbete som kom att vara i sex år, då de turnerade från kust till kust i bil, något som aldrig gjorts av en svensk artist tidigare. I Duluth i Minnesota gjorde Fonandern sitt första radioframträdande (1920).
I mitten på 1920-talet bosatte han sig i USA men stannade bara fem år. Han återkom till Sverige och fortsatte att turnera i Sverige, denna gång med egen bil, vilket då ansågs som så sensationellt att arrangörerna skrev på affischerna: Uppträdande av GUSTAV FONANDERN, arkitekten och vissångaren med egen bil! 
Fonandern är begravd på Skogskyrkogården i Stockholm.